# René Münnich

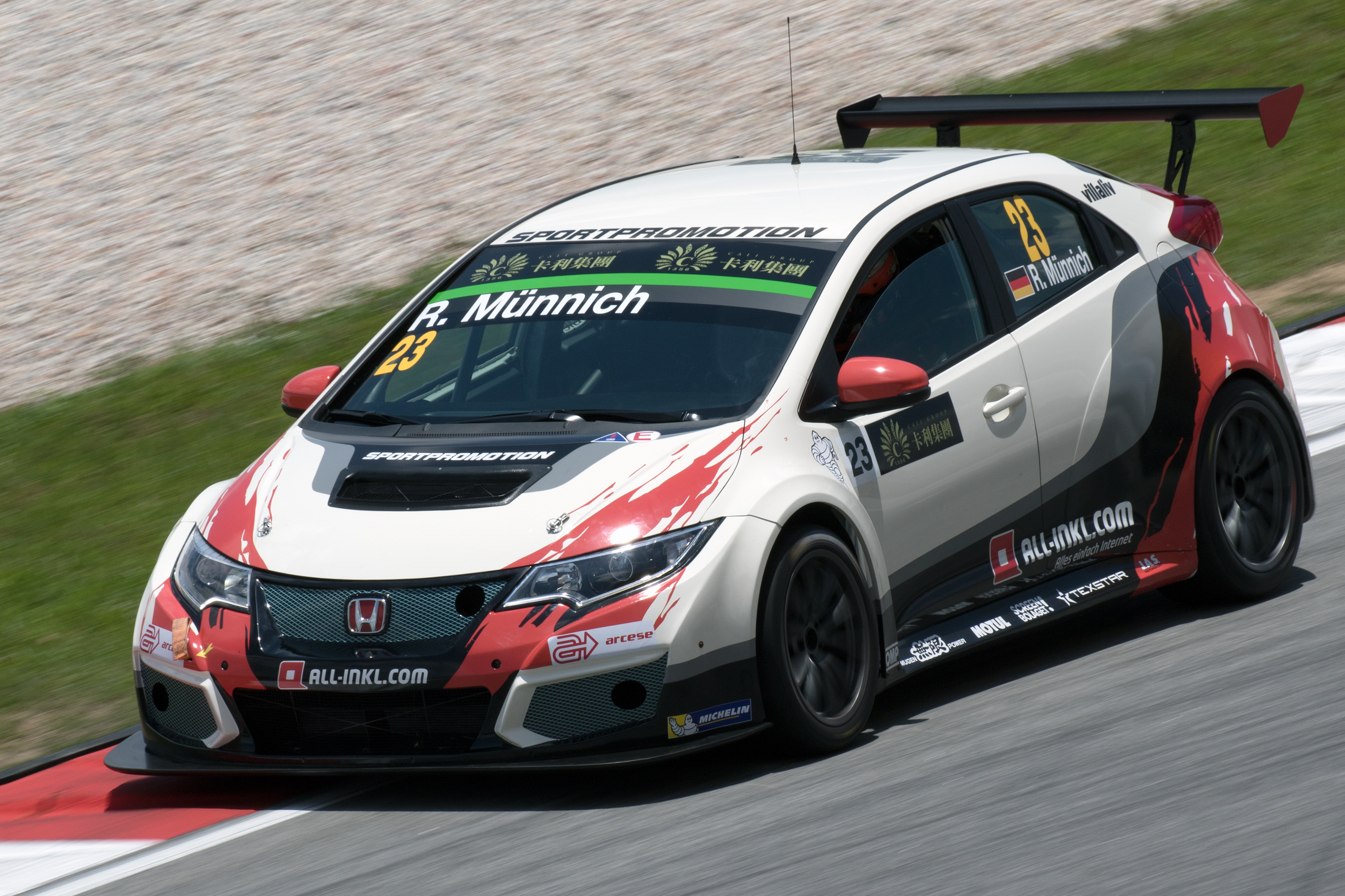
René Münnich in der TCR International Series in Sepang 2015

René Münnich (* 6. Mai 1977 in Löbau) ist ein deutscher Automobilrennfahrer, Rennstallbesitzer und Unternehmer.
Münnich ist Teamchef des Rennstalls Münnich Motorsport und Inhaber des Internetdienstleisters all-inkl.com. Münnich gewann viermal eine Klasse der deutschen Rallycross Meisterschaft. Von 2012 bis 2014 fuhr er in der Tourenwagen-Weltmeisterschaft (WTCC). 2015 startete er in der TCR International Series.

## Karriere als Rennfahrer
Münnich begann seine Motorsportkarriere als Rennfahrer 2005 im Autocross. In diesem Jahr trat er in der deutschen Autocross Meisterschaft an. 2006 wechselte Münnich in den Rallycross und startete in der deutschen Rallycross Meisterschaft. 2007 gewann er in dieser Meisterschaft die Produktionswagenklasse in einem VW Polo S1600. Darüber hinaus nahm Münnich in der ADAC-Procar-Serie an zwei GT-Rennen teil.
2008 wechselte Münnich in die Tourenwagenklasse der deutschen Rallycross Meisterschaft. Nach einem vierten Platz in der ersten Saison entschied er diese Wertung 2009 in einem Škoda Fabia T16 für sich. 2010 trat Münnich wieder in der Produktionswagenwertung an und entschied diese in einem Škoda Fabia RS1600 für sich. Darüber hinaus wurde er 15. in der ersten Division der FIA-Rallycross-Europameisterschaft. Bei dem 24-Stunden-Rennen von Dubai machte er zudem weitere Erfahrungen in einem GT-Fahrzeug. 2011 gewann Münnich die internationale Klasse der deutschen Rallycross Meisterschaft in einem Škoda Fabia MKII.
2012 wurde Münnich Zehnter in der FIA-Rallycross-Europameisterschaft. Darüber hinaus debütierte Münnich 2012 in der Tourenwagen-Weltmeisterschaft (WTCC). Für Special Tuning Racing trat er in einem SEAT León WTCC zur Veranstaltung in Suzuka an. Vor dieser Veranstaltung hatte Münnich noch keine Erfahrungen in einem aktuellen WTCC-Auto gesammelt. Er blieb ohne Punkte. Der Einsatz in der WTCC diente zur Evaluation, ob Münnich zur kommenden Saison mit seinem Rennstall Münnich Motorsport in die Serie einsteigen sollte. 2013 stieg Münnich mit seinem Rennstall in die Tourenwagen-Weltmeisterschaft ein und übernahm ein Fahrzeug. Ein 14. Platz war sein bestes Ergebnis. 2014 bestritt Münnich seine zweite vollständige Saison in der Tourenwagen-Weltmeisterschaft. Ein neunter Platz war sein bestes Ergebnis und er wurde 19. in der Fahrerwertung. Darüber hinaus trat Münnich 2014 zu einem Rennwochenende der Blancpain Sprint Series an.
2015 wechselte Münnich zu West Coast Racing in die neugegründete TCR International Series. Er nahm an vier Veranstaltungen teil und wurde mit einem zweiten Platz als bestem Ergebnis Gesamtelfter.

## Münnich Motorsport
René Münnich ist Teamgründer und -besitzer des Rennstalls Münnich Motorsport. Münnich Motorsport tritt seit 2006 in den Disziplinen Rallycross und Gran Turismo an.

## Persönliches
Münnich lebt in Neusalza-Spremberg. Seine Lebensgefährtin ist Mandie August, die ebenfalls Rallycross-Rennen für das Team Münnich Motorsport bestreitet. Die beiden haben zwei Töchter.

## Statistik

### Karrierestationen
| - 2005: Deutsche Autocross Meisterschaft - 2006: Deutsche Rallycross Meisterschaft - 2007: Deutsche Rallycross Meisterschaft, Produktion (Meister) - 2007: ADAC-Procar-Serie - 2008: Deutsche Rallycross Meisterschaft, Tourenwagen (Platz 4) | - 2009: Deutsche Rallycross Meisterschaft, Tourenwagen (Meister) - 2010: Deutsche Rallycross Meisterschaft, Produktion (Meister) - 2010: FIA-Rallycross-Europameisterschaft, Division I (Platz 15) - 2011: Deutsche Rallycross Meisterschaft, International (Meister) - 2012: FIA-Rallycross-Europameisterschaft (Platz 10) | - 2012: WTCC - 2013: WTCC - 2014: WTCC (Platz 19) - 2014: Blancpain Sprint Series - 2015: TCR International Series (Platz 11) |

### Einzelergebnisse in der TCR International Series
| Jahr | Team              | 1    | 2   | 3   | 4   | 5   | 6   | 7   | 8   | 9   | 10  | 11  | 12  | 13  | 14  | 15  | 16  | 17  | 18  | 19  | 20  | 21  | 22  | Punkte | Rang |
| ---- | ----------------- | ---- | --- | --- | --- | --- | --- | --- | --- | --- | --- | --- | --- | --- | --- | --- | --- | --- | --- | --- | --- | --- | --- | ------ | ---- |
| 2015 | West Coast Racing | SEP  | SEP | SHA | SHA | VAL | VAL | POR | POR | MNZ | MNZ | SAL | SAL | SOC | SOC | SPI | SPI | SIN | SIN | BUR | BUR | MAC | MAC | 34     | 11.  |
| 2015 | West Coast Racing | DNF5 | 6   | 2   | 14  |     |     |     |     |     |     |     |     |     |     |     |     | 11  | 10  | 9   | DNF |     |     | 34     | 11.  |